# Sport individuel

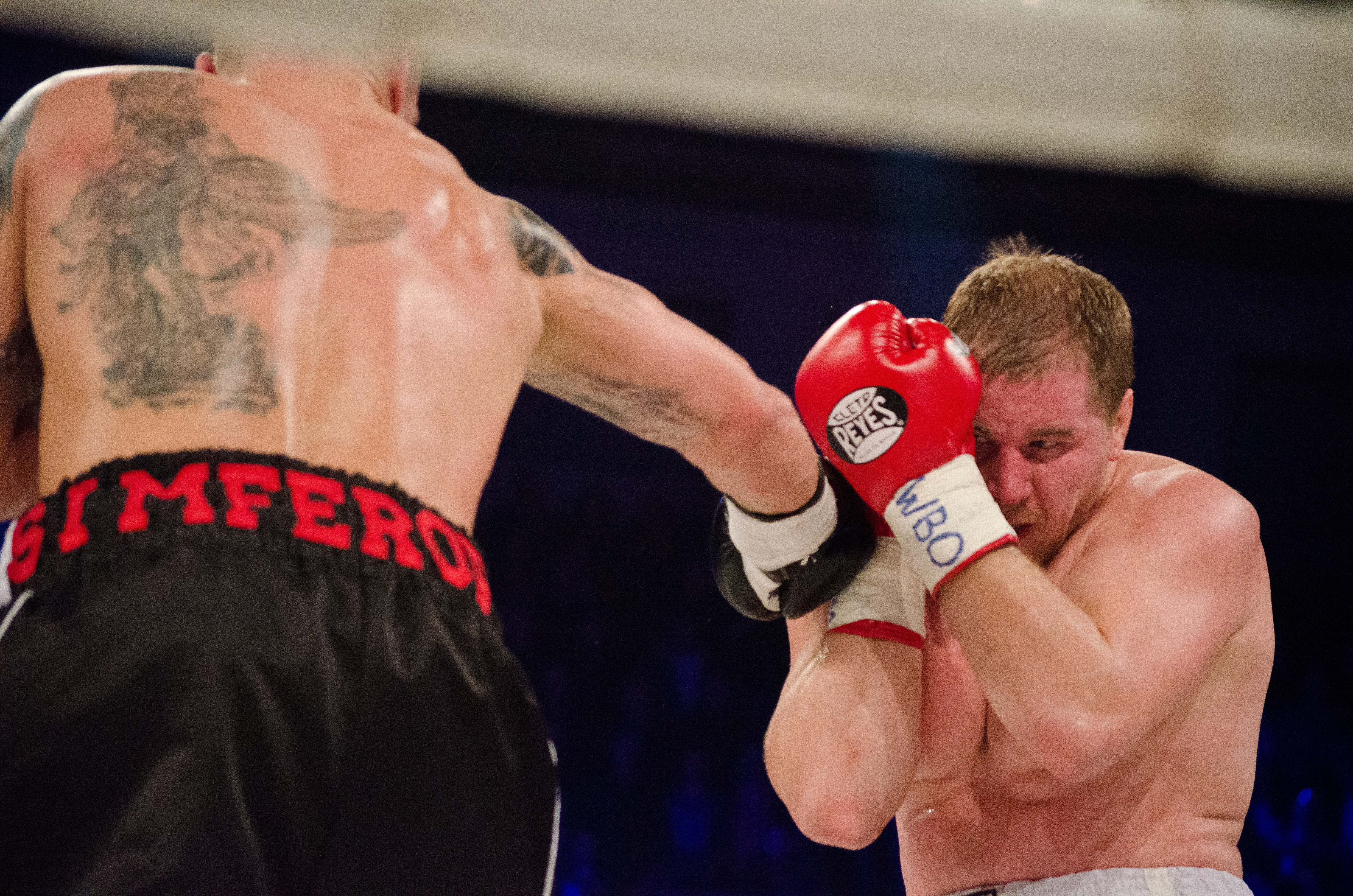
Un sport individuel de combat : la boxe

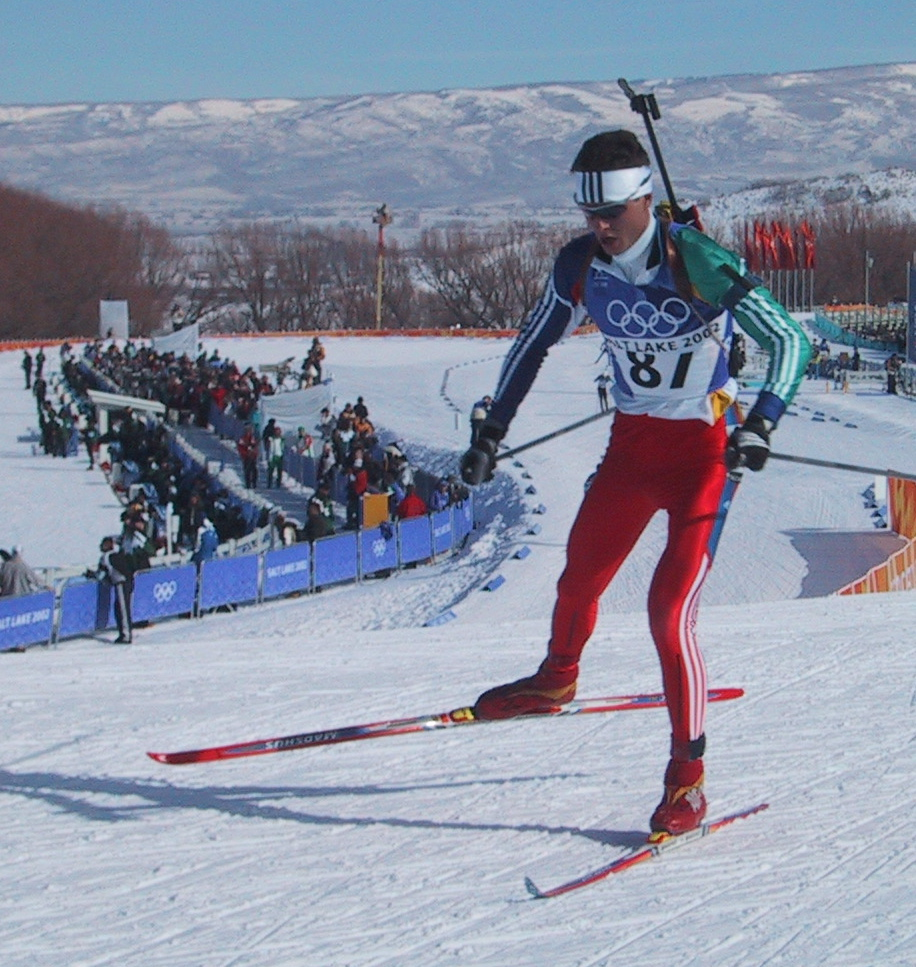
Un sport individuel de tir: le biathlon

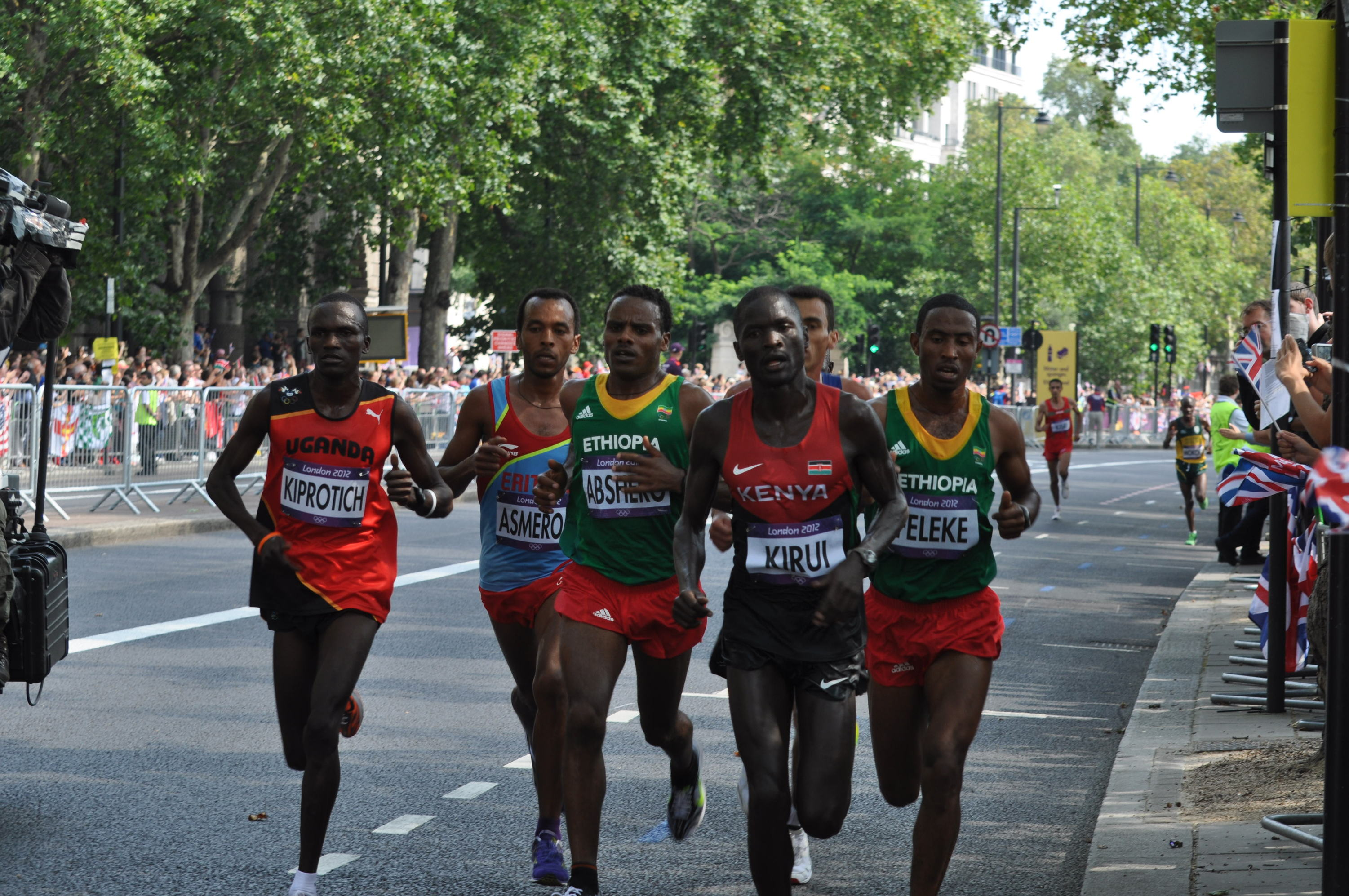
Un sport individuel de course : le marathon

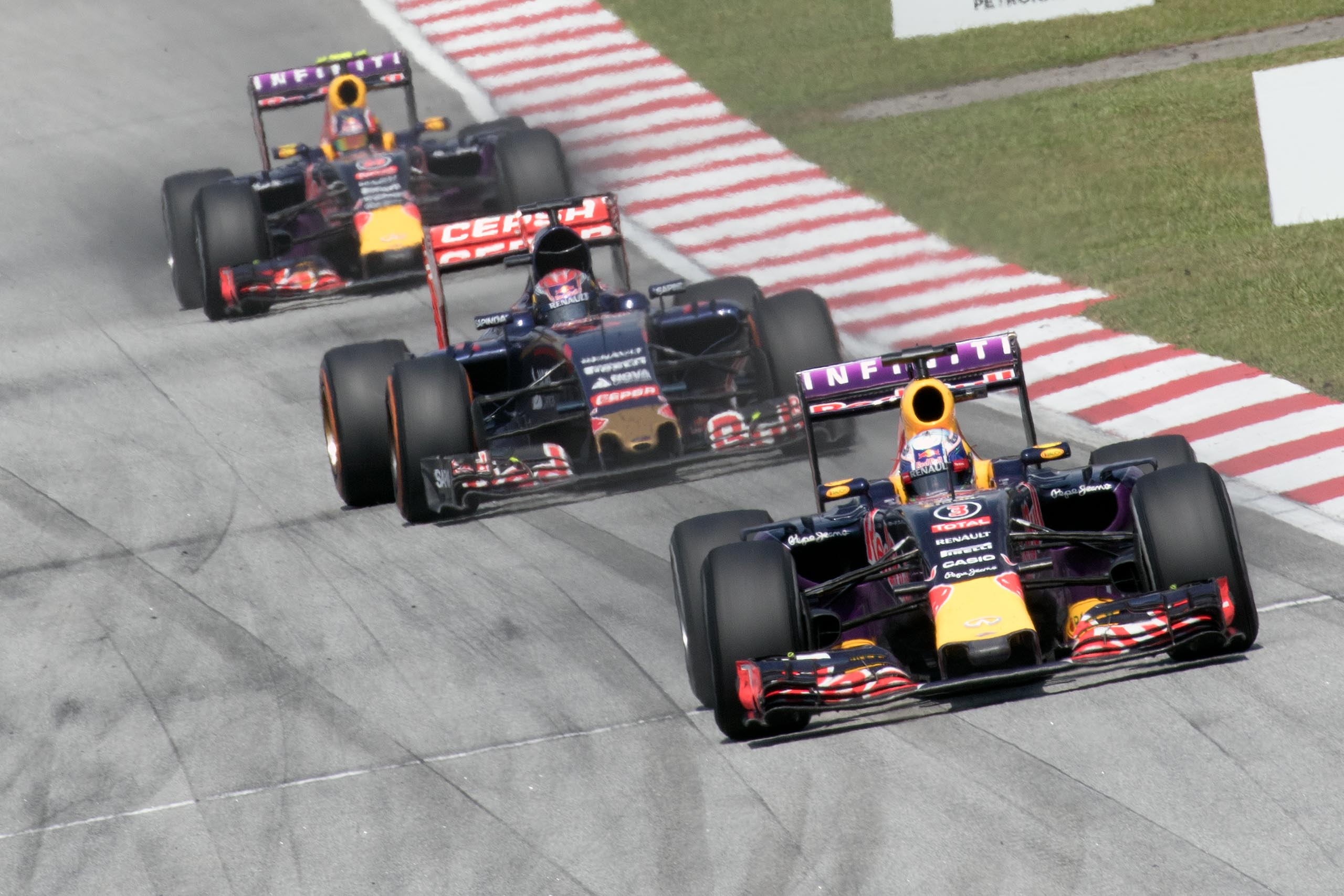
Un sport individuel de course : la Formule 1

Un sport individuel est un sport qui oppose des individus, par opposition à un sport collectif où ce sont des équipes qui s’affrontent. Lors des compétitions, seul un individu est récompensé sur sa seule performance.
Cela ne signifie pas forcément que le sportif n'appartient pas à une équipe : par exemple le tennis est un sport individuel lorsque les joueurs jouent en simple mais dans le cadre de la Coupe Davis ou Fed Cup pour les féminins, c'est une nation qui gagne la compétition par ajout des résultats en simple. Le double en tennis est par contre une discipline qualifiée de collective.

## Liste des principaux sports individuels

### Sports olympiques

#### Exclusivement en simple
- Athlétisme (ne sont pas concernés les disciplines de relais)
- Boxe
- Equitation
- Escalade
- Golf
- Haltérophilie
- Judo (parfois épreuve par équipe en compétition)
- Lutte

- Natation (ne sont pas concernés les disciplines de relais)
- Pentathlon moderne
- Skeleton
- Ski alpin
- Ski acrobatique
- Snowboard
- Taekwondo
- Tir sportif
- Triathlon (ne sont pas concernés les disciplines de relais)

#### Comportant aussi des épreuves doubles
- Aviron : seul le skiff comporte un seul rameur
- Badminton : existe en format double et en format par équipe
- Canoë-kayak : dans les catégories K-1 ou C-1
- Luge
- Patinage artistique : hors discipline couple et dans
- Plongeon : hors plongeon synchronisé
- Tennis : en simple
- Tennis de table : existe en format double et en format par équipe
- Voile : seul le dériveur en solitaire et la planche à voile

#### Comportant aussi des épreuves par équipe
- Badminton : existe en format double et en format par équipe
- Billard
- Biathlon
- Cyclisme : épreuve sur piste de vitesse individuelle, sur route individuel, VTT, BMX
- Équitation
- Escrime
- Gymnastique
- Patinage de vitesse
- Short-track
- Saut à ski/Combiné nordique
- Ski de fond
- Tennis de table : existe en format double et en format par équipe
- Tir à l'arc

### Sports non olympiques
- Art martial / Sport de combat
- Course automobile : la Formule 1 est individuel mais pas le Rallye automobile où le copilote est associé à la victoire ; en Championnat du monde d'endurance, c'est par contre une équipe de relais qui est récompensé.
- Spéléologie[Note 1]